# Judite de Habsburgo

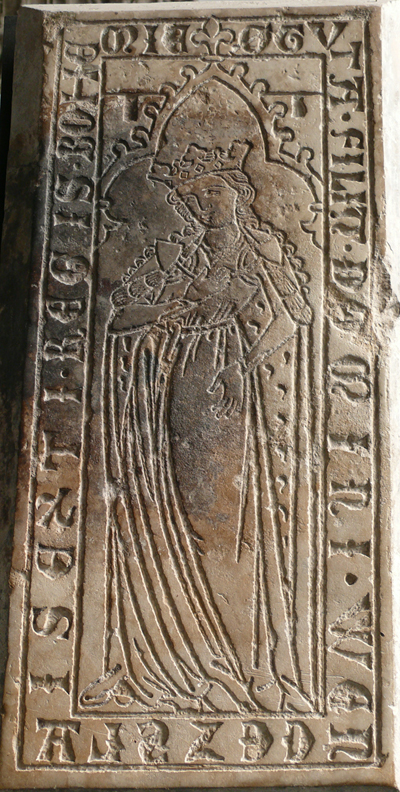
Tumba de Judite (falecida em 1297), no convento de Santa Inês

Judite de Habsburgo (em alemão: Guta; Habsburgo, 13 de março de 1271 - Praga, 21 de maio de 1297) foi a filha mais nova de Rodolfo I da Germânia e da sua esposa Gertrudes de Hohenberg. Judite era, portanto, um membro da família dos Habsburgos.

## Biografia
Quando Judite tinha cinco anos, tornou-se objecto dos planos políticos do seu pai. Este assinou o tratado de paz de Viena com Otacar II da Boêmia, e eles decidiram que Venceslau II, filho e herdeiro de Otacar, deveria casar-se com Judite. As irmãs desta também se casaram com reis poderosos e duques: a sua irmã Clemência casou-se com Carlos Martel de Anjou, filho de Carlos II de Nápoles, e a sua irmã Matilde casou-se com Luís II da Baviera.
O casamento formal foi feito em 1279 em Jihlava, mas o matrimónio teve lugar apenas no início de 1285, em Cheb. Foi dado à noiva um dote "do Ducado da Áustria, da fronteira até à fronteira da Morávia do Danúbio". O matrimónio foi seguido por "noite de núpcias festiva", mas logo depois, Rodolfo levou Judite consigo, de novo, para a Alemanha, devido ao facto de que ela ainda era uma criança de tenra idade.
Mais tarde, deixou a sua família na Alemanha e veio a Praga para ficar com o esposo. Como o seu pai, Judite odiava Zavish, Senhor do Falkenstejn, o padrasto de seu marido. Ele já actuara como regente com a rainha viúva, Cunegundes da Eslavônia, com quem se casou secretamente. Judite fez com que Zavish fosse julgado, e acabou por ser executado em 1290, cinco anos após a morte da rainha Cunegundes.
Judite cansou-se de conciliar o esposo e Alberto I da Germânia, o seu irmão, provavelmente sem sucesso. Ela também trouxe influências alemãs para o Tribunal de Praga, como a introdução de cavaleiros na corte. Ela fez de Praga um centro cultural.
Venceslau e Judite foram coroados rei e rainha da Boémia em 1297. Judite estava um pouco debilitada nessa altura, pois tinha dado à luz a décima criança, uma filha chamada Judite, há pouco tempo. A rainha acabou por morrer semanas depois.
Segundo as crónicas da família, Judite foi descrita como bela, nobre e virtuosa. Judite ajudara a resolver os problemas entre o seu esposo e o seu irmão, Alberto I da Germânia. Judite também apoiou o pedido do marido na Polónia.
Judite faleceu a 21 de Maio de 1297, em Praga, com apenas 26 anos de idade. Ela esteve dois anos sem dar à luz, mas, após esse período, estava constantemente grávida e dava ao esposo, em média, um filho por ano, ao longo dos últimos dez anos de casamento. Desgastada pelo parto, Judite faleceu semanas depois de dar à luz o seu filho mais novo e homónimo, Judite.
O esposo, Venceslau II da Boémia, após a morte de Judite, casou-se de novo. Desta vez com Isabel Riquilda da Polónia, que lhe deu uma filha, Inês.

## Descendência
Venceslau e Judite tiveram dez filhos:
1. Otacar (6 de Maio de 1288 - 19 de Novembro 1288);
2. Venceslau III (6 de Outubro de 1289 - 4 de Agosto de 1306); rei da Boémia, rei da Hungria e da Polónia;
3. Inês (6 de Outubro de 1289 - após 1292), gémea de Venceslau;
4. Ana (10 de Outubro de 1290 - 3 de Setembro de 1313), casada em 1306 com Henrique da Caríntia;
5. Isabel (20 de Janeiro de 1292 - 28 de Setembro de 1330), casada em 1310 com João I da Boémia;
6. Judite (3 de Março de 1293 - 3 de Agosto de 1294);
7. João (26 de Fevereiro de 1294 - 1 de Março de 1295);
8. João (21 de Fevereiro de 1295 - 6 de Dezembro de 1296);
9. Margarida (21 de Fevereiro de 1296 - 8 de Abril de 1322), casada com Boleslau III, o Generoso, Duque da Silésia e Duque de Wrocław;
10. Judite (nasceu e morreu a 21 de Maio de 1297).

Das dez crianças, apenas quatro chegaram à idade adulta: Venceslau, Ana, Isabel e Margarida. Mas mesmo assim, faleceram muito jovens: Venceslau faleceu aos 16 anos; Ana aos 22, Isabel aos 38 e Margarida aos 26.

## Legado da família
Venceslau e em seguida, Ana (esposa de Henrique da Boémia) e Isabel (esposa de João da Boémia) sucederam ao seu pai como governantes da Boémia. Isabel foi mãe de Carlos I da Boémia, o filho deste foi Sigismundo I da Boémia.
Judite é um ancestral de Ana de Dinamarca que se casou com Jaime I de Inglaterra, os seus filhos foram Carlos I de Inglaterra e Isabel da Boémia, Isabel é um dos sucessores de Judite como Rainha da Boémia.